# Sjekose
Sjekose är en ort i Bosnien och Hercegovina.   Den ligger i entiteten Federationen Bosnien och Hercegovina, i den södra delen av landet, 100 km sydväst om huvudstaden Sarajevo. Sjekose ligger 16 meter över havet och antalet invånare är 191.
Terrängen runt Sjekose är kuperad. Närmaste större samhälle är Čapljina, 10,6 km norr om Sjekose. 
Trakten runt Sjekose består i huvudsak av gräsmarker. Runt Sjekose är det ganska tätbefolkat, med 93 invånare per kvadratkilometer.